# Iran aux Jeux olympiques d'hiver de 1968
Cet article contient des informations sur la participation et les résultats de l'Iran aux Jeux olympiques d'hiver de 1968, qui ont eu lieu à Grenoble en France. 

## Participants
| Sport     | Hommes | Femmes | Total |
| --------- | ------ | ------ | ----- |
| Ski alpin | 4      | 0      | 4     |
| Total     | 4      | 0      | 4     |

## Résultats

### Ski alpin

#### Hommes
| Athlète                | Épreuve      | Qualification manche 1 | Qualification manche 1 | Qualification manche 1 | Qualification manche 2 | Qualification manche 2 | Qualification manche 2 | Finale        | Finale        | Finale        | Rang |
| Athlète                | Épreuve      | Série                  | Temps                  | Rang                   | Série                  | Temps                  | Rang                   | Manche 1      | Manche 2      | Total         | Rang |
| ---------------------- | ------------ | ---------------------- | ---------------------- | ---------------------- | ---------------------- | ---------------------- | ---------------------- | ------------- | ------------- | ------------- | ---- |
| Feizollah Bandali      | Slalom       | D                      | 58 s 90                | 4                      | D                      | Disqualifié            | Disqualifié            | Non qualifié  | Non qualifié  | Non qualifié  | —    |
| Feizollah Bandali      | Slalom géant |                        |                        |                        |                        |                        |                        | 2 min 05 s 44 | 2 min 04 s 64 | 4 min 10 s 08 | 70   |
| Feizollah Bandali      | Descente     |                        |                        |                        |                        |                        |                        | 2 min 27 s 07 | 2 min 27 s 07 | 2 min 27 s 07 | 68   |
| Lotfollah Kiashemshaki | Slalom       | C                      | 57 s 18                | 5                      | C                      | N'a pas terminé        | N'a pas terminé        | Non qualifié  | Non qualifié  | Non qualifié  | —    |
| Lotfollah Kiashemshaki | Slalom géant |                        |                        |                        |                        |                        |                        | 2 min 05 s 10 | 2 min 07 s 45 | 4 min 12 s 55 | 71   |
| Lotfollah Kiashemshaki | Descente     |                        |                        |                        |                        |                        |                        | 2 min 23 s 60 | 2 min 23 s 60 | 2 min 23 s 60 | 66   |
| Ovaness Meguerdounian  | Slalom       | P                      | N'a pas terminé        | N'a pas terminé        | P                      | 1 min 03 s 41          | 3                      | Non qualifié  | Non qualifié  | Non qualifié  | 80   |
| Ovaness Meguerdounian  | Slalom géant |                        |                        |                        |                        |                        |                        | 2 min 08 s 10 | 2 min 08 s 58 | 4 min 16 s 68 | 73   |
| Ovaness Meguerdounian  | Descente     |                        |                        |                        |                        |                        |                        | 2 min 30 s 25 | 2 min 30 s 25 | 2 min 30 s 25 | 69   |
| Ali Saveh-Shemshaki    | Slalom       | E                      | 57 s 93                | 4                      | E                      | 57 s 87                | 2                      | Non qualifié  | Non qualifié  | Non qualifié  | 67   |
| Ali Saveh-Shemshaki    | Slalom géant |                        |                        |                        |                        |                        |                        | 2 min 17 s 78 | 2 min 05 s 94 | 4 min 23 s 72 | 77   |
| Ali Saveh-Shemshaki    | Descente     |                        |                        |                        |                        |                        |                        | 2 min 47 s 88 | 2 min 47 s 88 | 2 min 47 s 88 | 73   |

## Référence
- (en) Cet article est partiellement ou en totalité issu de l’article de Wikipédia en anglais intitulé « Iran at the 1968 Winter Olympics » (voir la liste des auteurs).